# Robert Le Masurier
Pour les articles homonymes, voir Masurier.
Robert Le Masurier né le 29 décembre 1913 à Jersey et mort le 30 juillet 1996, est un bailli de Jersey.

## Biographie
Robert Le Masurier a éduqué au Collège Victoria de Jersey. Il étudia le droit au Pembroke College d'Oxford. 
En 1938, il devint avocat au barreau anglais. Sa carrière de magistrat s'interrompt pendant la Seconde Guerre mondiale, au cours de laquelle il est engagé dans les forces navales britanniques. Il participa à une tentative de débarquement sur l'île de Guernesey qui fut abrégée en raison de l'attaque d'un sous-marin allemand.
En 1955, il devient solliciteur général, puis procureur général en 1958.
En 1962, lors de la succession du bailli Alexandre Coutanche, il devient l'adjoint du nouveau bailli, Cecil Stanley Harrison ; mais ce dernier, gravement malade, meurt cinq mois plus tard.  Robert Le Masurier est alors désigné bailli à son tour la même année.
Durant son mandat, il sera apprécié pour la clarté de ses jugements et par son sens de l'humour. Il se retire de cette fonction à la fin de l'année 1974. Frank Ereaut lui succède, comme bailli de Jersey, au tout début de l'année 1975.